# カール・レムリ・Jr
カール・レムリ・Jr（Carl Laemmle, Jr.、1908年4月28日 - 1979年9月24日）は、アメリカ合衆国の映画プロデューサー。1928年から1936年にかけて、ユニバーサル映画の社長を務めていた。

## 生涯

### 生い立ち
1908年、ユニバーサル映画の設立者カール・レムリの息子としてシカゴで生まれる。11歳の時に母レチャと死別している。母の死後、一家はニューヨークに移住し、11番街の大きなアパートを借りて暮らすようになった。その後はロサンゼルスに移住した。

### ユニバーサル社長

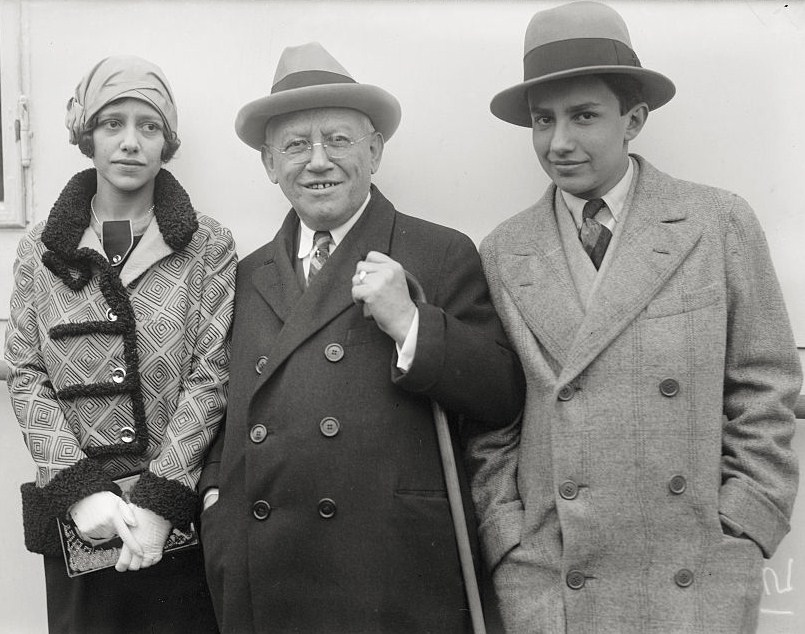
レムリ家（姉ロザベル、父レムリ・シニア、レムリ・Jr）

1928年、父からユニバーサル社長の地位を譲られる。レムリ・Jrはトーキー映画の製作に重点を置き、1930年代には『西部戦線異状なし』『魔人ドラキュラ』『フランケンシュタイン』『ミイラ再生』『透明人間』『模倣の人生』『フランケンシュタインの花嫁』などを相次いで製作した。
しかし、こうした高品質映画の製作が相次ぐ一方で興行的には失敗する作品も多く、株主からは批判の声が挙がっていた。ユニバーサルは1935年末には巨額の負債を抱える状態になっており、ジョン・チーヴァー・カウディンはレムリ・Jrの解任を要求した。1936年に公開された『ショウボート』は大ヒットを記録したもののユニバーサルの経営難を救うことはできず、レムリ・Jrは父と共にユニバーサルから追われた。

### 死去
1979年2月24日、脳梗塞で死去した。死去した日は、父の死去した日と同月同日だった。遺体はロサンゼルスにあるホーム・オブ・ピース墓地に埋葬された。

## 作品
- 西部戦線異状なし（1930年）
- 魔人ドラキュラ（1931年）

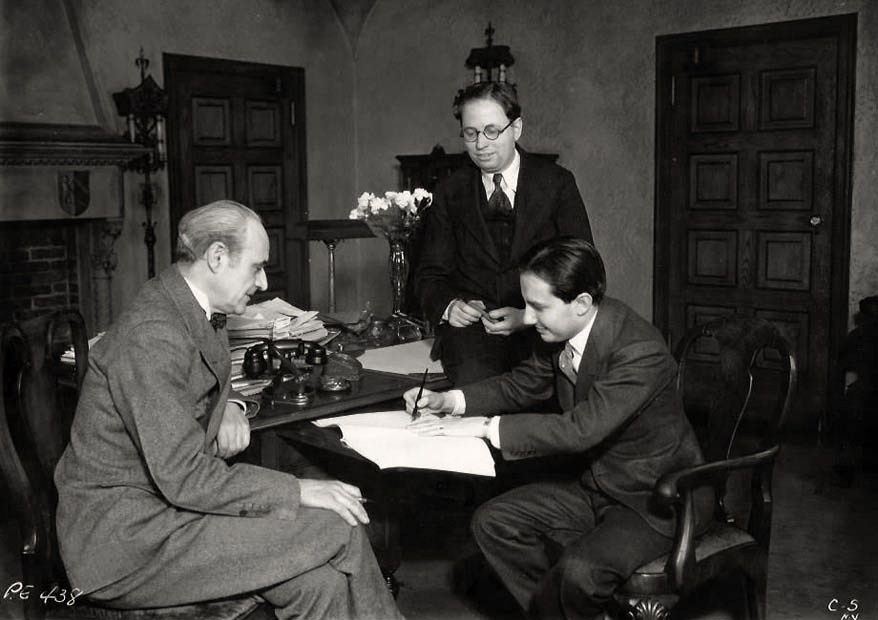
ジョセフ・P・ビッカートン・Jr、エルマー・ライスとレムリ・Jr

- East of Borneo（英語版）（1931年）
- フランケンシュタイン（1931年）
- Waterloo Bridge（英語版）（1931年）
- モルグ街の殺人（1932年）
- ミイラ再生（1932年）
- 魔の家（1932年）
- 透明人間（1933年）
- 黒猫（英語版）（1934年）
- 模倣の人生（1934年）
- フランケンシュタインの花嫁（1935年）
- ショウボート（1936年）